# Samoana thurstoni
Samoana thurstoni és una espècie de mol·lusc gastròpode pertanyent a la família Partulidae. Fa 19 mm d'alçària i 12 d'amplada. La closca és de color groc verdós.Viu als boscos prop dels cims i als vessants superiors de les muntanyes d'Ofu. És un endemisme de la Samoa Nord-americana: illa d'Ofu.